# 假面騎士OOO
《假面騎士OOO》（原題：仮面ライダーオーズ）是日本東映公司在2010年推出的《假面騎士系列》的第12部平成系列特攝作品。於2010年（平成22年）9月5日至2011年（平成23年）8月28日每週日早上08:00-08:30由朝日電視台播出，共48集。
台灣於2013年6月16日至2014年5月4日每週日17:30-18:00由東森幼幼台首播國語配音版，晚上23:30-24:00重播。2022年7月29日起，由木棉花國際每日於其超級英雄Youtube頻道播放高畫質版本。
香港於2013年7月13日至2014年6月21日於每週六11:15-11:50由無線電視翡翠台雙語廣播粵語配音版及日語版，設有提供中文字幕，其中粵語配音版可在每集播出後十四天內在網上經myTV重溫。

## 本作特色
- 本作首次以硬幣為主题，除了這個，还围绕著欲望跟內褲等关键字。
- 本作為2010年代首部假面騎士系列電視作品。
- 本作的世界觀設定前作《假面騎士W》和後作《假面騎士Fourze》[1]有所關聯，之後於2017年上映的《假面騎士平成Generations FINAL Build & EX-AID with 傳說騎士》得知《假面騎士W》至《假面騎士EX-AID》實为同一世界觀。
- 本作主角騎士所使用的相关道具為類似自動販賣機的裝置，當投入不同代幣就可以變身成不同的戰鬥形態，若需要時可按下機車成為一臺自動販賣機，再次投入代幣後可再變成機車或得到其他不同機器。
- 本作结合了部分平成假面騎士的相关元素：
  - 本作繼《假面騎士空我》後，主角騎士的变身腰带来自远古时期，同時最终形態被設定為「會因陷入失控而有生命危險的形態」。
  - 本作繼《假面騎士555》和《假面騎士劍》後，再次出現主角假面騎士有怪人形态[2]。
  - 本作繼《假面騎士555》《假面騎士電王》《假面騎士KIVA》後，再次出現有一方怪人站在主角一方，并且并肩作战[3]。
- 由第2話起，每逢偶數回，上回提要畫面以3個核心硬幣代表上一話劇情3個重點，並且在每話開始前和閉幕都有映司和Ankh所持有核心硬幣總數畫面[4]。

## 故事概要
本作中怪人是由800年的沉睡中覺醒的動物族，分別為鳥系、昆蟲系、貓科系、重力系，水棲系和恐龍系這六大族類。
其中鳥類的幹部怪人（Ankh）因意外借助使用瀕死狀態的泉刑警身體出現，與主角合作令其成為假面騎士OOO。
主角是名沒有夢想，沒有工作，也沒有家庭的男人，隨著戰鬥才漸漸對於活著這件事情有了確實的體會。
變身所使用的核心硬幣是作為本身能量來源的存在，沉睡的怪人因為醒來後發現作為自己身體能量源的代幣不足，因此開始追尋代幣。
怪人的終極目的，是希望搜集齊所有的代幣進行完全復活，成為萬物之「王」。
根據核心硬幣在Driver（變身器）擺放順序分別給與頭部、手臂、雙腳能力進行變身，通過打倒敵對怪人，可以獲得隱藏能力的硬幣。
初期變身的形態為老鷹、老虎、蝗蟲的結合體（鷹虎蝗），擁有獵鷹的視力和老虎的銳爪還有蝗蟲的跳躍力。

## 故事背景
夢見町
原文：
本作的故事舞台，地點位於東京都武藏野市。
鴻上基金會
原文：
支援OOO戰鬥的財團。
Couscoussier（多國料理店）
原文：
白石知世子所開設的餐廳。
鴻上生體研究所
原文：
鴻上基金會所屬的研究單位，真木清人為該研究所的所長。

## 故事用語
慾望
本作主要面對的敵人與過去作品《假面騎士電王》相同的部分就是「人類的慾望」。所不同點是各種人類的慾望都被怪人當作他們的食物。
一般硬幣 （Cell Medal）
原文：
怪人透過吸取人類的慾望可以製作出一般硬幣。有時候硬幣會被植入人體中，有時則是寄生在人類身上，有時又會把慾望吃掉。
隨著人類慾望的滿足，硬幣也會增加。而騎士將怪人打倒就會掉出一般硬幣。而主角要使用鴻上基金會所提供的設備亦要投入足夠的硬幣才行。
核心硬幣 （Core Medal）
原文：
OOO用作變身及變成其他形態的硬幣，那些硬幣就藏在幹部怪人(Greeed)的體內，如果將核心硬幣投入普通人以後，該人會逐漸有變成Greeed的傾向，而主角火野映司的體內也有恐龍系的核心硬幣。

## 本作登場假面騎士

### 假面騎士OOO
本作第一騎士，火野映司使用OOO驅動器（オーズドライバー）及O-掃瞄器（オースキャナー），掃描獵鷹、猛虎、蝗蟲的核心硬幣變身而成的假面騎士OOO基本型態。
800年前的王＝前代OOO的基礎型態也是這個樣子。
配有有超視覺的「獵鷹頭」、搶奪核心硬幣的「猛虎爪」、強大跳躍力的「蝗蟲腿」。

OOO驅動器（OOO Driver）
原文：オーズドライバー
火野映司變身為假面騎士OOO的腰帶。原本的用途是用在封印Greeed及Medal上，在Greeed的封印解開後被Ankh取走後才用於戰鬥上。
右側裝有O-掃瞄器（O-Scanner），左側裝有一個能放6枚硬幣的硬幣盒，上方有3個投幣口，使用時置入3枚核心硬幣，將OOO驅動器轉向斜下，然後用O-掃瞄器掃瞄，便能變身成假面騎士OOO。
轉換型態時，則是將OOO驅動器推回，更換硬幣後，再以同樣方法掃瞄一次。
變身後再次使用O-掃瞄器掃瞄則會發動必殺技。

#### 變身模式（通常聯組）
| 型態名稱                           | 簡介 | 外觀                                                                              | 能力 |
| TaToBa COMBO 鷹虎蝗 基本聯組       | 原文： 《假面騎士W Forever A至Z/命運的Gaia Memory》/第1話登場。 利用「TAKA（獵鷹）」核心硬幣、「TORA（猛虎）」核心硬幣與「BATTA（蝗蟲）」核心硬幣變身的形態                | 頭部—金屬紅色； 手臂—黃色； 腿部—綠色； 複睛—綠色、紫色（受恐龍核心硬幣影響時）。 | 音效為：TaToBa！TaToBa！TaToBa！（タトバ！タトバ！たとば！） 基本形態。 雖然為聯組，但不如其他聯組一樣消耗變身者的體力。該聯組可擁有獵鷹的視力、猛虎的利爪及蝗蟲的彈跳力。 必殺技為利用蝗蟲的彈跳力再加獵鷹的視力及展出翅膀在空中穿過三個O後連同猛虎的利爪使出騎士踢。 |
| GataKiriBa COMBO 鍬螳蝗 昆蟲系聯組 | 原文： 於第6話登場。 利用「KUWAGATA（鍬形蟲）」核心硬幣、「KAMAKIRI（螳螂）」核心硬幣與「BATTA（蝗蟲）」核心硬幣變身的形態                                                 | 頭部—金屬綠色； 手臂—淺綠色； 腿部—綠色； 複睛—橙色。                             | 音效為：Ga GataGata KiriBa GataKiriBa！（ガータガタガタキリバ、ガタキリバ!） 可同時複製出50個分身進行戰鬥，但會消耗大量體力。能發出電擊。必殺技為50個分身同時發動RIDER KICK的猛攻。 於《劇場版 假面騎士OOO WONDERFUL 將軍與21枚核心硬幣》中，可以利用此聯組放出分身並變身為OOO的各個聯組再發動各聯組的必殺技。 使用回数在全TV版中是所有聯組中最少的。 |
| LaTorarTar COMBO 獅虎豹 貓系聯組   | 原文： 於第9話登場。 利用「LION（獅子）」核心硬幣、「TORAI（猛虎）」核心硬幣與「CHEETAH（獵豹）」核心硬幣變身的形態                                                        | 頭部—金色； 手臂—黃色； 腿部—橙黃色； 複睛—水藍色。                               | 音效為：LaTaLaTa！LaTorarTar！（ラタラター! ラトラーター!） 首次出現在鴻上的回憶中，映司於第9話首次變身。是映司擅自使用而出現的。 全身能夠發出強光和強熱，能夠以咆哮就造成強大傷害，會消耗大量體力。 只有這個聯組能控制Toride Vendor。 必殺技為穿過三個O，穿過第一個圈時發動獵豹的極快速衝刺，穿過第二個圈時發出獅子的閃光和咆哮，穿過最後一圈時集合虎爪猛力一擊的攻擊。用速度和力量的優勢高速將目標擊破的一擊必殺。 |
| SaGouZo COMBO 犀猩象 重力系聯組    | 原文： 於第12話登場。 利用「SAI（犀牛）」核心硬幣、「GORILLA（大猩猩）」核心硬幣與「ZOU（大象）」核心硬幣變身的形態                                                        | 頭部—白色； 手臂—灰色； 腿部—黑色； 複睛—紅色。                                   | 音效為：SaGohZo！ SaGohZo！（サゴーゾ! サゴーゾ!） 敲擊胸膛可以控制重力，但會消耗大量體力。 擅長近距離格鬥戰和單人戰，但一次面對多數敵人會陷入苦戰。 攻擊力極強，手能發射鐵拳。 必殺技為跳起以象的力量把地面震開和以猩的重力產生出力場，並把敵人的雙腳以岩石封著然後以力場將敵人拉近，再集合猩猩的拳頭和犀的角給予重擊。 |
| TaJaDol COMBO 鷹雀鷲 飛鳥系聯組    | 原文： 《假面騎士×假面騎士 OOO & W feat. Skull MOVIE大戰Core》/第20話登場。 利用「TAKA（老鹰）」核心硬幣、「KUJAKU（孔雀）」核心硬幣與「CONDOR（秃鹰）」核心硬幣變身的形態 | 頭部—金屬紅、銀色； 手臂—金屬紅色； 腿部—金屬紅色； 複睛—透明； 面罩—透明紅色。   | 音效為：TaJaDol！（タージャードルー!） 胸口的圓盤會有金色的邊框，而且圓盤中老鷹的圖像會改變，形成完整的不死鳥圖樣。 此時頭部會變成Taka・Brave，比起平常TAKA的頭變得更加大並多了面罩。 能從背部生出6枚羽翼來飛翔，但會消耗大量體力。 能放出火炎。 腳能變為鷹爪，踢擊時能產生真空刃撕裂敵人。 武器為鷹雀迴旋盤（タジャスピナー），能夠放出火焰，也具備盾牌的功能。能放進7枚硬幣加強其能力，如以O-掃瞄器掃瞄能發動其特殊必殺技，有GIGA SCAN指令音效。 必殺技為將雙腳化為鳥爪並將鷹與鷲的力量集合在雙腳上，以孔雀的翅膀加速踢出的騎士踢。 特殊必殺技為將3個核心幣的力量化為火鳥後衝向敵人的衝擊。 於完結篇《假面騎士OOO 10th 復活的核心硬幣》中藉由映司及安酷兩人的心意合而為一使的該聯組的核心硬幣變成了「鳥系永恒聯組」。 |
| ShaUTa COMBO 鯨鰻章 水棲系聯組     | 原文： 於第24話登場。 利用「SHACHI（虎鲸）」核心硬幣、「UNAGI（電鰻）」核心硬幣與「TAKO（章鱼）」核心硬幣變身的形態                                                        | 頭部—金屬藍色； 手臂—藍色； 腿部—淺藍色； 複睛—黃色。                             | 音效為：ShaShaShaUTa！ShaShaShaUTa！（シャ・シャ・シャウタ! シャ・シャ・シャウタ!） 能夠變為水流，身體能液體化來作攻擊回避、跳躍和攻擊等，在水中戰能發揮強大戰鬥力。但會消耗大量體力。 手上的鰻鞭能發出電擊。 腳能展開為八隻長腳吸著物品和攻擊。 必殺技為以鰻魚的鞭纏住對方，再將八隻腳集中為鑽形，利用收縮鰻鞭加速踢出的騎士踢。 |

#### 變身模式（特殊聯組）
| 型態名稱                                         | 簡介 | 外觀                                                                                 | 能力 |
| PuToTyra COMBO 翼角暴 恐龍系聯組                 | 原文： 於第32話登場。 利用「PTERA（翼龍）」核心硬幣、「TRICERA（三角龍）」核心硬幣與「TYRANNO（暴龍）」核心硬幣變身的形態 | 頭部—金屬紫色； 手臂—金屬紫、金色； 腿部—金屬紫色； 複眼—綠色。                      | 音效為：Ptera・Tricera・Tyranno PuToTyrannosaurus！（プテラ・トリケラ・ティラノ プッ・トッ・ティラーノザウルース!） 這3枚核心硬幣不能兼容其他核心硬幣，只能使用其Combo形態。 變身時會散發出凍結四周的冷氣，並且發出恐龍的咆哮聲。 白色的強化皮膚比一般的強化皮膚防禦性能要來的高，不僅可以承受衝擊，還可以承受熱量和電流。 武器是肩膀的三角龍的角「Wind Stinger」，會依照OOO的意思自動伸縮長短，以及能具有強大破壞力的暴龍尾巴。背後的龍翼可展開飛行和捲起冷凍氣流冰封目標，擁有多種豐富的攻擊手段和能力，單是一瞬間可以凍結一切的固有能力，加上優秀的身體能力，單論戰鬥能力十分厲害。手能使用專用武器Medagabryu。 必殺技為用「Wind Stinger」捕捉對手，再使用冷凍氣流將其冰封，最後以暴龍尾巴粉碎對方的攻擊。 武器為Medagabryu，可用於OOO的其他形態，但只有PuToTyra能發揮Medagabryu全部力量。這種武器分為斧模式（Ax Mode）和炮模式（Bazooka Mode），藉由吸收普通代幣的能量，再發出攻擊。炮模式能夠發射強烈的光線，可以摧毀在它周圍的一切。斧模式拥有斩碎一切的能力，包括Greeed的Core Medal。必殺技音效為：PuToTyranno Hissatsu!（「プッ・トッ・ティラーノ、ヒッサーーツ！」）。 |
| BuraKaWani COMBO 蛇龜鱷 爬蟲系聯組               | 更多 ： 劇場版 假面騎士OOO WONDERFUL 將軍與21枚核心硬幣 § 本作限定登場假面騎士/形態                                       | 更多 ： 劇場版 假面騎士OOO WONDERFUL 將軍與21枚核心硬幣 § 本作限定登場假面騎士/形態  | 更多 ： 劇場版 假面騎士OOO WONDERFUL 將軍與21枚核心硬幣 § 本作限定登場假面騎士/形態 |
| TaMaShi COMBO 鷹魔修 魂系聯組                    | 更多 ： OOO·电王·All Riders Let's Go Kamen Riders § 本作限定登場假面騎士/形態                                             | 更多 ： OOO·电王·All Riders Let's Go Kamen Riders § 本作限定登場假面騎士/形態        | 更多 ： OOO·电王·All Riders Let's Go Kamen Riders § 本作限定登場假面騎士/形態 |
| Super TaToBa COMBO超級鷹虎蝗 超級鷹虎蝗聯組      | 更多 ： 假面騎士×假面騎士 Fourze & OOO MOVIE大戰MEGA MAX § 本作限定登場假面騎士/形態                                      | 更多 ： 假面騎士×假面騎士 Fourze & OOO MOVIE大戰MEGA MAX § 本作限定登場假面騎士/形態 | 更多 ： 假面騎士×假面騎士 Fourze & OOO MOVIE大戰MEGA MAX § 本作限定登場假面騎士/形態 |
| TaJaDol COMBO ETERNITY 鷹孔鷲 永恆 鳥系聯組 永恆 | 更多 ： OOO 10th § 假面騎士OOO 10th 復活的核心硬幣#本作限定登場假面騎士/形態                                              | 更多 ： OOO 10th § 假面騎士OOO 10th 復活的核心硬幣#本作限定登場假面騎士/形態         | 更多 ： OOO 10th § 假面騎士OOO 10th 復活的核心硬幣#本作限定登場假面騎士/形態 |

#### 變身模式（未來開發聯組）
| 型態名稱                             | 簡介 | 外觀                                                        | 能力 |
| BiKaSo COMBO 蝦蟹蠍 甲殼類系聯組     | 原文： 利用「Ebi（蝦）」核心硬幣、「Kani（蟹）」核心硬幣與「Sasori（蠍子）」核心硬幣變身的形態               | 頭部—橙色； 手臂—粉色； 腿部—紫色； 複睛—青藍色。           | 音效為：Bi-Ka-So！Bi-Ka-So ！（ビカソ！ビ-カ-ソ！） 活用瞬發力以打擊系的格鬥戰為主的形態。堅韌的外骨骼包圍著柔軟身體組織的結構，相信在吸收衝擊方面也相當優秀。 CSM OOO驅動器套裝與BUTTOBASOUL徽章限定。 於完結篇《假面騎士OOO 10th 復活的核心硬幣》由鴻上基金會開發製造而後由後藤慎太郎用來變身成假面騎士Birth X |
| ShiGazeShi COMBO 鹿羊牛 偶蹄目系聯組 | 原文： 利用「Shika（鹿）」核心硬幣、「Gazelle（羚羊）」核心硬幣與「Ushi（牛）」核心硬幣變身的形態            | 頭部—杏黃色； 手臂—鞍褐色； 腿部—黑白色； 複睛—淺黃色。     | 音效為：Shi-Ga-zeShi ！Shi-GazeShi！Shi-Ga-zeShi！（シガゼシ！シガゼシ！シ-ガ-ゼシ！） 以全身各處的角來攻擊為主的形態。從強韌的腰腿的彈簧連續使出的貫穿相信也超級強大。 CSM OOO驅動器套裝與BUTTOBASOUL徽章限定。 |
| MukaChiri COMBO 蜈蜂蟻 節肢類系聯組  | 原文： 利用「Mukade（蜈蚣）」核心硬幣、「Hachi（蜜蜂）」核心硬幣與「Ari（螞蟻）」核心硬幣變身的形態          | 頭部—深紫色； 手臂—黃色； 腿部—灰黑色； 複睛—黃色。         | 音效為：MukaChiri ！ChiriChiri！MukaChiri！ChiriChiri！（ムカチリ！ムカチリ！ムカチリ！ムカチリ！） 擁有精煉毒的能力，特化劇毒攻擊的形態。隱密性極高，無聲地接近目標，相信能夠秘密地暗殺敵人。 於街機遊戲《假面騎士BUTTOBASOUL》中初登場。 《假面騎士英雄尋憶》中由火野映司變身初登場。 CSM OOO驅動器套裝與BUTTOBASOUL徽章限定。 於完結篇《假面騎士OOO 10th 復活的核心硬幣》由鴻上基金會所開發的人造核心硬幣但在開發過程中意外產生出了人造Greeed「Goda」在與Ankh一同將800年前的OOO消滅時將該聯組的核心硬幣吸入體內成為了假面騎士Goda |
| SaRaMiuo COMBO 鯊鯨狼 海神系聯組     | 原文： 利用「Same（鯊魚）」核心硬幣、「Kujira（鯨）」核心硬幣與「Ookamiuo（狼魚）」核心硬幣變身的形態        | 頭部—道奇藍色； 手臂—深藍色； 腿部—鮮紅色； 複睛—橙紅色。   | 音效為：Shi-Ga-zeShi ！Shi-GazeShi！Shi-Ga-zeShi！（サラミワオ！サ！ラミ！ワオ！） 在水中進行肉搏戰為主的形態。從流暢的動作連續使出沉重的打擊相信是不能迴避。 CSM OOO驅動器套裝與BUTTOBASOUL徽章限定。 於聯動劇場版《假面騎士×假面騎士 Fourze & OOO MOVIE大戰MEGA MAX》中，由湊海遙用來變身成假面騎士Poseidon |
| SeiShiroGin COMBO 象熊企 極地系聯組  | 原文： 利用「Seiuchi（海象）」核心硬幣、「Shirokuma（白熊）」核心硬幣與「Penguin（企鵝）」核心硬幣變身的形態 | 頭部—深灰色； 手臂—白煙色； 腿部—極濃海藍色； 複睛—腥紅色。 | 音效為：Shi-Ga-zeShi ！Shi-GazeShi！Shi-Ga-zeShi！（セイ！シロギン！セイ！シロギン！） 能夠在超低溫環境下發揮出最十足戰力的形態。在敵人能力下降的寒冷地之中，相信能夠擴大彼此的戰力差距，站在戰鬥中的優勢進擊。 CSM OOO驅動器套裝與BUTTOBASOUL徽章限定。 |

#### 假面騎士OOO的各種型態名稱及組合表
| 各型態名稱         | 頭部       | 手臂       | 腿部       | 備註 |
| TATOBA COMBO       | 獵鷹       | 猛虎       | 蝗蟲       | 基本型態。 |
| TAJADOL COMBO      | 獵鷹       | 孔雀       | 禿鷹       | 鳥系聯組，具有飛行及火焰能力。 |
| TAKAJABA           | 獵鷹       | 孔雀       | 蝗蟲       | 於第21話登場。 |
| TAKAKIRIBA         | 獵鷹       | 螳螂       | 蝗蟲       | 於第1話登場。 |
| TAKAKIRIBA         | 獵鷹       | 螳螂       | 獵豹       | 於第11話登場。 |
| TATORATAH          | 獵鷹       | 猛虎       | 獵豹       | 於第4話登場。 |
| TAKATORADOR        | 獵鷹       | 猛虎       | 禿鷹       | 於第22話登場。 |
| TAKATORAZO         | 獵鷹       | 猛虎       | 大象       | 無。 |
| TATORATA           | 獵鷹       | 猛虎       | 章魚       | 於第32話登場。 |
| TAKAGORIBA         | 獵鷹       | 大猩猩     | 蝗蟲       | 於第17話登場。 |
| TAKAGORITA         | 獵鷹       | 大猩猩     | 章魚       | 於第23話登場。 |
| TAKAUTA            | 獵鷹       | 電鰻       | 章魚       | 無。 |
| TAKAUBA            | 獵鷹       | 電鰻       | 蝗蟲       | 於第21話登場。 |
| TAKAUTAH           | 獵鷹       | 電鰻       | 獵豹       | 於第18話登場。 |
| TAKAUZO            | 獵鷹       | 電鰻       | 大象       | 於第41話登場。 |
| TAKAUTA            | 獵鷹       | 電鰻       | 章魚       | 於第27話登場。 |
| GATAKIRITAH        | 鍬形蟲     | 螳螂       | 獵豹       | 於劇場版《假面騎士×假面騎士 Fourze & OOO MOVIE大戰MEGA MAX》登場。 |
| GATAKIRIBA COMBO   | 鍬形蟲     | 螳螂       | 蝗蟲       | 蟲系聯組，頭部能放電，可以製造最多50個分身。 |
| GATATORABA         | 鍬形蟲     | 猛虎       | 蝗蟲       | 於第13話登場。 |
| GATATORADOL        | 鍬形蟲     | 猛虎       | 禿鷹       | 於劇場版《假面騎士×假面騎士 Fourze & OOO MOVIE大戰MEGA MAX》登場。 |
| GATATORATAH        | 鍬形蟲     | 猛虎       | 獵豹       | 於《劇場版 假面騎士OOO WONDERFUL 將軍與21枚核心硬幣》登場。 |
| LATORATAH COMBO    | 獅子       | 猛虎       | 獵豹       | 貓系聯組，頭部能放出強光，從全身釋放熱能，高速移動。 |
| LATORABA           | 獅子       | 猛虎       | 蝗蟲       | 於第7話登場。 |
| LATORAZO           | 獅子       | 猛虎       | 大象       | 於第15話登場。 |
| LAKIRIBA           | 獅子       | 螳螂       | 蝗蟲       | 於第8話登場。 |
| LAKIRITAH          | 獅子       | 螳螂       | 獵豹       | 於第19話登場。 |
| LAGORITA           | 獅子       | 大猩猩     | 章魚       | 無。 |
| LAUBA              | 獅子       | 電鰻       | 蝗蟲       | 無。 |
| SAGOUZO COMBO      | 犀牛       | 大猩猩     | 大象       | 重力系聯組，可以控制重力。 |
| SAGORITAH          | 犀牛       | 大猩猩     | 獵豹       | 無。 |
| SAJAZO             | 犀牛       | 孔雀       | 大象       | 於第35話登場。 |
| SAUBA              | 犀牛       | 電鰻       | 蝗蟲       | 於第34話登場。 |
| SHAUTA COMBO       | 虎鯨       | 電鰻       | 章魚       | 水棲系聯組，雙手鞭子能放電，可以液體化及將腳展開為8隻章魚腳。 |
| SHAUBA             | 虎鯨       | 電鰻       | 蝗蟲       | 於第30話登場。 |
| SHAJATAH           | 虎鯨       | 孔雀       | 獵豹       | 於第36話登場。 |
| SHATORATAH         | 虎鯨       | 猛虎       | 獵豹       | 於第41話登場。 |
| SHAGORITAH         | 虎鯨       | 大猩猩     | 獵豹       | 於第39話登場。 |
| SHAGORITA          | 虎鯨       | 大猩猩     | 章魚       | 於第43話登場。 |
| PUTOTYRA COMBO     | 翼龍       | 三角龍     | 暴龍       | 恐龍系聯組，具有飛行及冰凍能力，可以破壞其他核心硬幣。 |
| BIKASO COMBO       | 蝦（新製） | 蟹（新製） | 蠍（新製） | 在未來開發的5個聯組之一，設定上是鴻上基金會解析了，於《假面騎士×假面騎士 OOO & W feat. Skull MOVIE大戰Core》遭到破壞的甲殼系硬幣後重新製造、組合出來的聯組。 於完結篇《假面騎士OOO 10th 復活的核心硬幣》由鴻上基金會開發製造 而後由後藤慎太郎用來變身成假面騎士Birth X |
| SHIGAZESHI COMBO   | 鹿         | 羚羊       | 牛         | 在未來開發的5個聯組之一，此聯組的硬幣曾在《假面騎士×假面騎士 Fourze & OOO MOVIE大戰MEGA MAX》中以圖片資料的形式登場，設定上跟Poseidon的海神系硬幣一樣是在未來開發出來的硬幣。 |
| MUKACHIRI COMBO    | 蜈蚣       | 蜂         | 螞蟻       | 在未來開發的5個聯組之一，此聯組的硬幣曾在《假面騎士×假面騎士 Fourze & OOO MOVIE大戰MEGA MAX》中以圖片資料的形式登場，能精製毒液，並且能無聲無息的接近對手。 於遊戲《KAMEN RIDER 英雄尋憶》做為可遊玩型態登場。 於完結篇《假面騎士OOO 10th 復活的核心硬幣》由鴻上基金會所開發的人造核心硬幣 但在開發過程中意外產生出了人造Greeed「Goda」 在與Ankh一同將800年前的OOO消滅時將該聯組的核心硬幣吸入體內成為了假面騎士Goda |
| SEISHIROGUIN COMBO | 海象       | 北極熊     | 企鵝       | 在未來開發的5個聯組之一，此聯組的硬幣曾在《假面騎士×假面騎士 Fourze & OOO MOVIE大戰MEGA MAX》中以圖片資料的形式登場，擅長在低溫活動。 |
| SARAMIUO COMBO     | 鯊魚       | 鯨魚       | 狼魚       | 在未來開發的5個聯組之一，是OOO使用假面騎士Poseidon的海神系硬幣變身而成的型態，擅長在水中進行格鬥戰的形態。 |

#### 武器
Medajalibur（メダジャリバー）
鴻上基金會開發，假面騎士OOO專用的大型劍。
投入3枚Cell Medals後，再以O-Scanner掃瞄劍身，便可發動必殺技OOO Bash，斬擊路線的所有事物連同空間都會被斬斷。但目標以外的物件會在被斬擊以後進行時間逆行並修復。
鷹雀迴旋盤（タジャスピナー）
主要為假面騎士OOO鳥系聯組使用，手甲型能量釋放器。
可放置7枚硬幣並掃描，可發動連續引出硬幣力量的“Giga Scan”。
不僅可將解放後的硬幣力量作為強力的能量彈作射擊，亦可作為防禦敵人的攻擊的盾來使用。
於完結篇《假面騎士OOO 10th 復活的核心硬幣》中在使用「鳥系永恆」聯組後，該武器也變成了「鷹雀永恒迴旋盤」。
Medagabryu（メダガブリュー）
運用假面騎士OOO恐龍系聯組力量生成的大斧型武器。
能夠變形為承受恐龍系核心硬幣強大力量的斧模式，及把壓縮後的能量射擊出去的火箭炮模式。

### 假面騎士Birth
本作的第二騎士，能使用六種戰鬥武裝用作各種組合攻擊。
武器為Birth Buster。
扭蛋機是其變身器模式的參照對像。
因為Cell Medal變身、以Birth Buster攻擊、得到戰鬥武裝和使用必殺技時也要使用Cell Medal，所以必須常常帶著大量Cell Medal。因此，Birth需要助手以保持Cell Medal的供給順暢及輔助戰鬥，若無助手幫忙，Birth戰力只能撐到Cell Medal用盡。
雖然沒有Cell Medal便不能變身和戰鬥，但一使用Cell Medal便能使出多樣化和強力的組合攻擊。
使用過的變身者：織田信長（Movie大戰Core）、伊達明（第一任，第16話）、後藤慎太郎（第二任，第38話和Movie大戰Core）、火野映司（將軍與21個Core Medal）
變身者－助手：織田信長－無；伊達明－後藤慎太郎；後藤慎太郎－里中惠理；火野映司－泉比奈

#### 變身模式
| 型態名稱 | 簡介 | 外觀 | 能力 |
| 通常形態 | 原文： Birth的主要形態 第16話/《假面騎士×假面騎士 OOO & W feat. Skull MOVIE大戰Core》初登場。 身高:199cm 體重:92kg 拳擊力:約3.5t 踢擊力:8.0t 跳躍力:45m 跑力:100m/5秒 | 全身以湖水綠、灰色及黑色為主。                                                                              | 使用一枚Cell Medal,可變身及發動Birth CLAWS為主的蠍子能力。 使用武器Birth Buster (バースバスター)時，必殺技為Cell Burst (セルバースト)。                                         |
| Birth X  | 更多 ： OOO 10th § 假面騎士OOO 10th 復活的核心硬幣&假面騎士BIRTH BIRTH X 誕生秘史#本作限定登場假面騎士/形態                                                           | 更多 ： OOO 10th § 假面騎士OOO 10th 復活的核心硬幣&假面騎士BIRTH BIRTH X 誕生秘史#本作限定登場假面騎士/形態 | 更多 ： OOO 10th § 假面騎士OOO 10th 復活的核心硬幣&假面騎士BIRTH BIRTH X 誕生秘史#本作限定登場假面騎士/形態                                                                     |
| Re.Birth | 原文： Birth的另一進化形態，系統經過大幅改良的形態 第45話登場。 身高:201cm 體重:98kg 拳擊力:約5t 踢擊力:12t 跳躍力:9m 跑力:100m/4.5秒                                 | 全身以棗紅、金銀為主。                                                                                      | 本身Birth的組件Birth CLAWS非常沉重，經修改後輕便化，戰鬥更方便靈活，但缺點是此形態只能使用15分鐘，對使用者消耗非常大。《假面騎士Wizard's S.I.C. Hero Saga》登場，由伊達明變身。 |

#### Birth Prototype
Birth的試作型
第45話登場，外表和Birth一樣，只是身上各部份的扭蛋上下加上紅線而已。
武裝只有Breast Cannon和Crane Arm。
原為暫時替代受損的Birth腰帶而使用，現持有人是恢復健康的伊達明（第46話）

### 假面騎士Poseidon
本作惡役騎士，是歷代惡役騎士最晚登場的騎士。
於聯動劇場版《假面騎士×假面騎士 Fourze & OOO MOVIE大戰MEGA MAX》登場。
原作故事40年後，那時的騎士為水系的假面騎士Aqua但由於變身者湊海遙不擅水性，於是鴻上會長把同是水系的Poseidon變身器交托於湊海遙變身成假面騎士Poseidon仍不敵未來的敵人，突然天上大量的Core Medals及Cell Medals進入本體Poseidon體內成為Greeed。
使用過的變身者：湊海遙、海神系Greeed

#### 變身模式
| 型態名稱 | 簡介                                                          | 外觀                             | 能力                                                     |                                                          |                                                          |
| 通常形態 | 原文： 身高:cm 體重:kg 拳擊力:約t 踢擊力:t 跳躍力:m 跑力:m/秒 | 全身以淺藍、湖水藍及紫紅色為主。 | 更多 ： 假面騎士×假面騎士 Fourze & OOO MOVIE大戰MEGA MAX | 更多 ： 假面騎士×假面騎士 Fourze & OOO MOVIE大戰MEGA MAX | 更多 ： 假面騎士×假面騎士 Fourze & OOO MOVIE大戰MEGA MAX |

## O硬幣（O Medals）

### CORE Medals（コアメダル）（核心硬幣）
相當特殊且數量極少的Medals，擁有金色的邊緣，為怪人們主要搶奪的目標，亦是假面騎士OOO和Greed的力量之源。代幣現有七系，分為五個主要系—鳥系、昆蟲系、貓系、水棲系和重力系，其後加上恐龍系和爬蟲系。每種系列核心幣各有3種，並各有3枚，Greeed們必須取得自身系列的所有核心幣才能完全復活。每系原本有10枚CORE Medals，但因為破壞其中一個而想找回其核心硬幣的慾望變化成Greeed。
於《劇場版 假面騎士OOO WONDERFUL 將軍與21枚核心硬幣》中得知核心硬幣是由800年前的鍊金術士「Gala」所製造出來。
每一個Greeed只要集齊1枚核心代幣並且留有意識及足夠的普通代幣便能復活。即使被打敗，只要留有意識的核心硬幣尚存，就能夠再次復活。不過如果該留有意識的核心硬幣被打碎，該Greeed才算是正式死亡。
每集片尾和片頭都會顯示該集映司和Ankh的持有枚數。最終話時幾乎所有Core Medals皆被真木死去的黑洞吸進虛無，只剩一枚代表Ankh，碎成兩半的TAKA代幣，於聯動劇場版《假面騎士×假面騎士 Fourze & OOO MOVIE大戰 MEGA MAX》得知所有CORE Medals被吸進黑洞後飛到40年後的世界去。
| 代幣名稱                    | 種類     | 變身部位  | 顏色                       | 總計枚數 | 功能                                                                                         | 備註                                                                        |
| --------------------------- | -------- | --------- | -------------------------- | --- | -------------------------------------------------------------------------------------------- | --------------------------------------------------------------------------- |
| TAKA（獵鷹）                | 鳥系     | 頭部      | 紅色                       | 4枚 變身用1枚 Ankh用來維持手部1枚，於第48話碎成兩半 第15話中被Kazari奪走1枚但被後籐奪回 第40話被另一個Ankh吸收一枚，另一枚Ankh交給比奈 第42話被OOO斬碎1枚 第43話被Ankh吸收2枚 第48話從鴻上光生會長處獲得1枚（第10枚），但該硬幣於使用後即損毀。                             | 可以掃瞄出敵人體內的硬幣，並擁有鷹的視力，協助瞄準。                                         | 常用硬幣                                                                    |
| KUJAKU（孔雀）              | 鳥系     | 手臂      | 橙紅色                     | 3枚 第15話出現 第16話中Kazari從真木清人取走1枚，作為報酬 第20話Ankh在Kazari手上搶得1枚 第40話被另一個Ankh吸收一枚 第42話被OOO斬碎1枚 第43話被Ankh吸收2枚 | 能在背部開屏，放出羽毛光影和紅色烈焰彈。 武器為TaJa Spinner，就算沒有形成聯組依然能使用。    |                                                                             |
| CONDOR（禿鷹）              | 鳥系     | 腿部      | 深紅色                     | 3枚 第20話從鴻上處獲得一枚 第31話被Uva奪走1枚 第35話Uva被Ankh（左手）奪走1枚 第40話被另一個Ankh吸收一枚 第42話被OOO斬碎1枚 第43話被Ankh吸收2枚 第44話被Kazari奪走一枚 | 腳上裝有利刃，發動必殺技時變為鷹爪。                                                         |                                                                             |
| KUWAGATA（鍬形蟲）          | 昆蟲系   | 頭部      | 墨綠色                     | 3枚 第5話中從Uva身上奪走1枚 第8話中被Uva奪走1枚 第12話中從Uva身上奪走1枚 第15話中被Kazari奪走1枚 第16話從Mezool身上取得1枚 第22話被Uva奪走1枚 | 擁有360°全方位的視力，能發出電擊。                                                           |                                                                             |
| KAMAKIRI（螳螂）            | 昆蟲系   | 手臂      | 青綠色                     | 3枚 變身用1枚，第4話被Kazari奪走 於第5話中從Uva身上奪走1枚 第15話中被Kazari奪走1枚 第16話從Mezool身上取得1枚 第19話被Kazari奪走1枚 | 手上裝有綠色雙彎刀。                                                                         |                                                                             |
| BATTA（蝗蟲）               | 昆蟲系   | 腿部      | 綠色                       | 4枚 變身用1枚 第15話中被Kazari奪走1枚但被後藤奪回 第22話被Uva搶走，後來奪回 第38話被真木博士奪走1枚，後來從Kazari身上取回1枚 第48話從鴻上光生會長處獲得1枚（第10枚），但該硬幣於使用後即損毀。                                                                              | 彈跳力很強，跳躍時，會變細長。                                                               | 常用硬幣                                                                    |
| LION（獅）                  | 貓系     | 頭部      | 金色                       | 3枚 第7話中從後籐手中取得，是鴻上所送的（在蛋糕中） 第19話被Kazari奪走1枚 第38話從Kazari身上取回1枚 第44話被Kazari奪走1枚 第44話被OOO斬碎1枚 | 發出強力閃光，威力等同閃光彈。變成貓系聯組更能發出炙熱光芒。                                 |                                                                             |
| TORA（猛虎）                | 貓系     | 手臂      | 黃色                       | 4枚 變身用1枚 第4話中從Kazari身上奪走1枚 第14話中被Kazari奪走1枚 第44話被Kazari奪走1枚 第48話從鴻上光生會長處獲得1枚（第10枚），但該硬幣於使用後即損毀。 | 手上裝有銳爪。                                                                               | 常用硬幣                                                                    |
| CHEETAH（獵豹）             | 貓系     | 腿部      | 澄黃色                     | 3枚 第4話中從Kazari身上奪走2枚 第8話中被Uva奪走1枚 第14話中被Kazari奪走1枚 第15話中從Kazari身上奪走1枚 第19話被Kazari奪走1枚 第34話從Kazari身上奪走1枚 第44話被Kazari奪走1枚                                                                                                | 速度很快，能快速使用踢擊。                                                                   |                                                                             |
| SHACHI（虎鯨）              | 水棲系   | 頭部      | 靛藍色                     | 3枚 第15話中Kazari從Mezool身上奪走2枚 第24話中從Kazari身上奪走1枚 第45話被OOO斬碎1枚 | 能夠發出感知音波，擁有減低阻力的流線形和適應深海低光線的視力，可儲蓄大量氧氣，更可噴出水流。 |                                                                             |
| UNAGI（電鰻）               | 水棲系   | 手臂      | 水藍色                     | 3枚 第9話中從Mezuru身上奪走2枚 第15話中被Kazari從Mezool身上奪走1枚，從OOO身上奪走2枚 第16話從Mezool身上取得1枚 第34話被Kazari奪走1枚 第38話被真木博士奪走1枚，後來從Mezool身上取回1枚 第45話被OOO斬碎1枚                                                                    | 手上裝有能發出電光的長鞭。                                                                   |                                                                             |
| TAKO（章魚）                | 水棲系   | 腿部      | 淺藍色                     | 3枚 第9話中從Mezool身上奪走2枚 第11話中被Gamel奪走2枚 第15話中被Kazari從Mezool身上奪走2枚 第22話中從Uva身上奪走1枚 第45話被OOO斬碎1枚 | 腳上有吸盤。                                                                                 |                                                                             |
| SAI（犀牛）                 | 重力系   | 頭部      | 白色                       | 3枚 第12話中從Gamel身上奪走1枚 第15話中被Kazari奪走1枚 其中1枚在第23話被Kazari吸收 第31話中從Uva身上奪走1枚 第46話粉碎一枚 | 頭上裝有尖角。                                                                               |                                                                             |
| GORILLA（大猩猩）           | 重力系   | 手臂      | 灰色                       | 3枚 第12話中從Gamel身上奪走1枚 第15話中被Kazari奪走1枚 第16話從Mezool身上取得1枚 其中1枚在第23話被Kazari吸收 第46話粉碎一枚 | 力量很強，手上裝有能射出的鐵拳裝甲。                                                         |                                                                             |
| ZOU（大象）                 | 重力系   | 腿部      | 黑色                       | 3枚 第12話中從Gamel身上奪走1枚 第15話中被Kazari奪走1枚 第31話中從Uva身上奪走1枚 | 速度很慢但力量很強，行走時能破壞大地。                                                       |                                                                             |
| PTERA（翼龍）               | 恐龍系   | 頭部      | 紫色                       | 4枚 於第31話中出現 2枚於第32話進入映司體內，另外2枚在真木體內 其中1枚於第46話中被真木投進映司體內 | 擁有很強的洞察力，背上的翼龍的羽翼可展開飛行。                                               | 不能組合亞種形態                                                            |
| TRICERA（三角龍）           | 恐龍系   | 手臂      | 紫紅色                     | 3枚 於第31話中出現 1枚於第32話進入映司體內，另外2枚在真木體內 其中1枚於第46話中被真木投進映司體內 | 肩膀角「Wide Stinger」會按照OOO的意思自動伸縮長短。                                          | 不能組合亞種形態                                                            |
| TYRANNO（暴龍）             | 恐龍系   | 腿部      | 紫藍色                     | 3枚 於第31話中出現 2枚於第32話進入映司體內，另外1枚在真木體內 | 雙腳旁邊的兩片裝甲能合為暴龍的尾巴，能釋放出毀滅性的一擊。                                   | 不能組合亞種形態                                                            |
| COBURA（眼鏡蛇）            | 爬蟲系   | 頭部      | 棕色                       | 2枚 出現在800年前由煉金術師創造但被封印而消失在現代 | 有感知紅外線，在暗處和視線不佳的狀況下也能找到目標的能力，頭部會跑出眼鏡蛇攻擊敵人。         | 不能組合亞種形態 於劇場版《假面騎士OOO Wonderful 將軍與21枚核心硬幣》中出現 |
| KAME（烏龜）                | 爬蟲系   | 手臂      | 泥黃色                     | 2枚 出現在800年前由煉金術師創造但被封印而消失在現代 | 雙腕護甲能防禦所有攻擊，兩手併在一起可以使出能量盾。                                         | 不能組合亞種形態 於劇場版《假面騎士OOO Wonderful 將軍與21枚核心硬幣》中出現 |
| WANI（鱷魚）                | 爬蟲系   | 腿部      | 銅色                       | 2枚 出現在800年前由煉金術師創造但被封印而消失在現代 | 可以像鋸子般用兩腳夾斷敵人。                                                                 | 不能組合亞種形態 於劇場版《假面騎士OOO Wonderful 將軍與21枚核心硬幣》中出現 |
| EBI（蝦）                   | 甲殼系   | 頭部      | 黑色                       | 1枚 | 最後與Memory記憶體一起被破壞 於劇場版（OOO X W ）中出現                                      |                                                                             |
| KANI（蟹）                  | 甲殼系   | 手臂      | 黑色                       | 1枚 | 最後與Memory記憶體一起被破壞 於劇場版（OOO X W ）中出現                                      |                                                                             |
| SASORI（蠍子）              | 甲殼系   | 腿部      | 黑色                       | 1枚 | 最後與Memory記憶體一起被破壞 於劇場版（OOO X W ）中出現                                      |                                                                             |
| EBI（蝦）                   | 甲殼系   | 頭部      | 橙色                       | 1枚 | 鴻上基金會所開發的人造核心硬幣。                                                             |                                                                             |
| KANI（蟹）                  | 甲殼系   | 手臂      | 粉紅色                     | 1枚 | 鴻上基金會所開發的人造核心硬幣。                                                             |                                                                             |
| SASORI（蠍子）              | 甲殼系   | 腿部      | 紫色                       | 1枚 | 鴻上基金會所開發的人造核心硬幣。                                                             |                                                                             |
| KANGAROO（袋鼠）            |          | 手臂 腿部 | 橙色                       | 1枚 | 雙手變成拳套，破壞力驚人，在腿部時，等於蝗蟲的跳躍力+象的踢力的完美結合                      |                                                                             |
| PANDA（熊貓）               | 手臂     | 白色      | 手上裝有爪手。             | 1枚 |                                                                                              |                                                                             |
| Yadokari（寄居蟹）          | 手臂     | 青藍色    | 雙手變成圓錐螺旋狀的寄居鑽 | 1枚 |                                                                                              |                                                                             |
| IMAGINE（異魔神）           | 魂系     | 手臂      | 淺紅色                     | 1枚，在劇尾因時間的復原而消失 |                                                                                              | 於劇場版（OOO X 電王）登場。                                                |
| SHOCKER（修卡）             | 魂系     | 腿部      | 黑金色                     | 1枚 由大修卡成員以修卡之力用Cell Medal製造，再劇尾因時間的復原與異魔神硬幣一同消失 |                                                                                              | 於劇場版（OOO X 電王）登場。                                                |
| SAME（鯊魚）                | 海神系   | 頭部      | 淺藍色                     | 1枚 原為假面騎士波賽頓變身所使用 波賽頓被擊敗後被神薙搶奪 最後被OOO和Fourze聯手破壞 |                                                                                              | 於劇場版（Fourze X OOO）登場。                                              |
| KUJIRA（鯨）                | 海神系   | 手臂      | 藍色                       | 1枚 原為假面騎士波賽頓變身所使用 波賽頓被擊敗後被神薙搶奪 最後被OOO和Fourze聯手破壞 |                                                                                              | 於劇場版（Fourze X OOO）登場。                                              |
| OOKAMIUO（狼魚）            | 海神系   | 腿部      | 暗紅色                     | 1枚 原為假面騎士波賽頓變身所使用 波賽頓被擊敗後被神薙搶奪 最後被OOO和Fourze聯手破壞 |                                                                                              | 於劇場版（Fourze X OOO）登場。                                              |
| SUPER TAKA（超級獵鷹）      | 超級系   | 頭部      | 紅金色                     | 1枚 | 可以掃瞄出敵人體內的硬幣，並擁有鷹的視力，協助瞄準。                                         | 不能組合亞種形態 於劇場版（Fourze X OOO）登場。                             |
| SUPER TORA（超級猛虎）      | 超級系   | 手臂      | 黃金色                     | 1枚 | 手上裝有銳爪。                                                                               | 不能組合亞種形態 於劇場版（Fourze X OOO）登場。                             |
| SUPER BATTA（超級蝗蟲）     | 超級系   | 腿部      | 綠金色                     | 1枚 | 彈跳力很強，跳躍時，會變細長。                                                               | 不能組合亞種形態 於劇場版（Fourze X OOO）登場。                             |
| Shika（鹿）                 | 偶蹄目系 | 頭部      | 橙色                       | 1枚 |                                                                                              |                                                                             |
| Gazelle（羚羊）             | 偶蹄目系 | 手臂      | 橙紅色                     | 1枚 |                                                                                              |                                                                             |
| Ushi（牛）                  | 偶蹄目系 | 腿部      | 白色                       | 1枚 |                                                                                              |                                                                             |
| Mukade（蜈蚣）              | 節肢類系 | 頭部      | 紫色                       | 1枚 |                                                                                              |                                                                             |
| Hachi（蜜蜂）               | 節肢類系 | 手臂      | 黃色                       | 1枚 |                                                                                              |                                                                             |
| Ari（螞蟻）                 | 節肢類系 | 腿部      | 黑色                       | 1枚 |                                                                                              |                                                                             |
| Goda Mukade（Goda蜈蚣）     | 節肢類系 | 頭部      | 暗紫色                     | 1枚 鴻上基金會所開發的人造核心硬幣。但在開發過程中意外產生出Greeed。 |                                                                                              |                                                                             |
| Goda Hachi（Goda蜜蜂）      | 節肢類系 | 手臂      | 金黃色                     | 1枚 鴻上基金會所開發的人造核心硬幣。但在開發過程中意外產生出Greeed。 |                                                                                              |                                                                             |
| Goda Ari（Goda螞蟻）        | 節肢類系 | 腿部      | 黑色                       | 1枚 鴻上基金會所開發的人造核心硬幣。但在開發過程中意外產生出Greeed。 |                                                                                              |                                                                             |
| Seiuchi（海象）             | 極地系   | 頭部      | 灰色                       | 1枚 |                                                                                              |                                                                             |
| Shirokuma（白熊）           | 極地系   | 手臂      | 白色                       | 1枚 |                                                                                              |                                                                             |
| Penguin（企鵝）             | 極地系   | 腿部      | 深藍色                     | 1枚 |                                                                                              |                                                                             |
| Ookami（狼）                |          | 腿部      | 深灰色                     | 1枚 2011年鴻上光生為製造出新的OOO開啟了波塞冬計劃，而找到了有著成為魔法師這一慾望的奈良瞬平，但因為瞬平遇襲穿越到了計劃外的2031年，而只能託付其師父 輪島繁沒什麼慾望的輪島卻因錯聽把狼魚核心硬幣”製造為狼核心硬幣 於《KAMEN RIDER WIZARD EDITION -魔法師的弟子-》中初登場。 |                                                                                              |                                                                             |
| Taka Eternity（獵鷹永恆）   | 鳥系永恆 | 頭部      | 紅黃綠色                   | 1枚 由獵鷹、孔雀、禿鷹三枚鳥系核心硬幣變化而成。不同於核心硬幣單一配色，永恆核心硬幣採取紅、黃、綠三層配色 |                                                                                              |                                                                             |
| Kujaku Eternity（孔雀永恆） | 鳥系永恆 | 手臂      | 紅黃綠色                   | 1枚 由獵鷹、孔雀、禿鷹三枚鳥系核心硬幣變化而成。不同於核心硬幣單一配色，永恆核心硬幣採取紅、黃、綠三層配色 |                                                                                              |                                                                             |
| Condor Eternity（禿鷹永恆） | 鳥系永恆 | 腿部      | 紅黃綠色                   | 1枚 由獵鷹、孔雀、禿鷹三枚鳥系核心硬幣變化而成。不同於核心硬幣單一配色，永恆核心硬幣採取紅、黃、綠三層配色 |                                                                                              |                                                                             |

### Cell Medals（セルメダル）（普通代幣）
銀色，可組成Greeed和Yummy的身體，以及供Ride Vendor、Medajalibur、Medagabryu等工具使用，亦是作為假面騎士Birth變身的主要道具之一。

## 輔助工具

### 交通工具
Ride Vendor（ライドベンダー）
假面騎士OOO的專用摩托車。可變形至「自動販賣機」模式，裝載著支援機器人Candroid。摩托車是以本田SHADOW Phantom 750作為藍本。
並非只有一台販賣機，而是在各處都有，讓映司投入Cell Medals使用離自己最近的一台。

### 支援機器人
Candroids（カンドロイド）
被裝載在Ride Vendor內。當投入Cell Medals到「自動販賣機」模式的Ride Vendor中，再按Ride Vendor上的按制，便會得到一個飲料罐形狀的機器人。如果以特定的方式按制，便能令Ride Vendor同時掉落大量的同形號Candroids（第2話時後籐慎太郎以這方式以1枚Cell Medal得到大量章魚罐來排出道路）。Candroids可以通過拉下頂部的拉環，由罐頭模式（カンモード）變形至動物模式（アニマルモード）。
- 鷹罐

紅色，能飛在空中，用來追蹤怪人和收集普通硬幣，也可以運送東西。
- 章魚罐

藍色，在第2話時大量一起排出道路，機車也能安全在其上面行駛，能迴轉八隻手來飛翔，口能射出墨汁。
- 蝗蟲罐

綠色，有對講機和監視器的功能。
- 虎罐

黃色，變形後為老虎，放大後能和Ride Vendor合體為Toride Vendor，但其OOO難以制禦，只有Latoratah Combo能控制，不然會暴走。能吸收Latoratah Combo變身時過剩的能量以達至出力最大化，同時也能減少映司使用後的不適。比起普通的Ride Vendor，Toride Vendor有更強的裝甲和武器，速度也有提升，攻擊力比普通的Ride Vendor強上多倍，能發射圓形的硬幣彈，車頭能像猛虎的囗一樣張開咬碎敵人，也能以車前的利爪進行接近戰，甚至可以飛行。
- 電鰻罐

紫藍色，能發出電流。第12話時曾組成帶電的套索牽制Ageha Yummy。
- 猩猩罐

銀黑色，手能360°迴轉，能感應Yummy的存在，出現時手臂的轉動會特別快。能幫忙撿起物品，甚至是比自身大的東西。主要由伊達明使用。
- 孔雀罐

橙紅色，能飛在空中，背後的屏能旋轉飛行並攻擊敵人。
背後的屏高速旋轉能放出小型龍捲干擾其他人收集Cell Medal，但映司在第21集卻把之當作冷卻巧克力用的工具，因而被後籐指責。
- 翼龍罐

紫色，能飛翔，可發出聲波擾亂及攻擊敵人。
- 三角龍罐

深綠色，能用角迴旋射出Cell Medals。

## 本作登場怪人

### Greeed（幹部）
Greeed在英文中有「貪婪的慾望」（Greed）之意，命名來源之意即代表「慾望之首」的意思。
登場怪人稱為Greeed。從800年沉睡中被喚醒。他們能夠從人類身上創造怪物Yummy（ヤミー）。每個Greeed都缺少身體的一部分。有了足夠的代幣，Greeed就可以完滿他們的身體，其中一位成為萬物之王。Greeed把普通硬幣大量收集，而核心硬幣則是用來維持其力量和形體必須的。
在Greeed解除800年的封印後，Ankh與其四位Greeed為敵對關係。四位Greeed表面上團結一致對付Ankh和映司，但其實三位都各懷鬼胎，為令自己完全復活而不擇手段。
於完結篇《假面騎士OOO 10th 復活的核心硬幣》中鴻上基金會基於火野映司的欲望製造出了由人造核心硬幣所誕生出的人造Greed「Goda」。
Ankh（右腕）（/香港配音:關令翹）
Ankh（Lost）（アンク（ロスト））（飛田光里飾/入野自由聲演/香港配音:麥皓豐（怪人）、魏惠娥（人型））
鳥系幹部。右半身不完全，代表色是紅色，能創造哺育型的Yummy。
一開始僅有左腕出現於劇中。常散落紅色羽毛。
其軀體因為被鴻上找到，並且復活，但僅空有生命型態並無自我意識和記憶。
於第29話正式現身，此時身上有五枚核心硬幣。
於第30話複製了一個小孩的姿態作為人型態。
左背上長有一隻紅色羽翼，能用作飛翔。
左手能放出紅色的火炎。
有著青色的眼睛，右臉和右手為紫色，也缺少右側翅膀。（其不完全之部份）
第39话開始有自我意識。
第40话将Ankh吸收，并恢复了右侧翅膀，但脸部依然未补全。Ankh的意識依然留在右手中。
第42话被OOO擊破，身上3枚核心硬幣亦被斬碎。
Uva（ウヴァ）（山田悠介飾／香港配音:周良鴻）
昆蟲系幹部。下半身不完全，代表色是綠色，能創造蟲蛹型的Yummy。
在復活時，身上持有七枚核心硬幣。
名字的含義是「掠奪」。
彈跳力極強，右手上有雙刃爪。能從頭部的角放出電擊。
行事極為衝動，容易受他人挑撥而憤怒。
與Kazari不和。
於第5話被奪走兩枚核心硬幣，導致除了頭部和爪以外都不完全。
於第8話從Ankh手上奪回自己和Kazari的核心硬幣，同一話中用Kazari的核心硬幣交換回自己的核心硬幣，完成身體的一部分。
於第15話被Kazari襲擊，於是於第16話欲襲擊Mezool但被反擊。
於第16話在Mezool被OOO擊破後奪取Gamel和Mezool的核心硬幣，但是沒有吸收。
於第23話與Kazari遭遇並起爭執，卻不敵吸收了其他屬性核心硬幣的Kazari而逃走。
於第31話中利用贗品Blank植入人體，而逐漸累積了大量Cell Medals，力量也因此大增。
於第36話中將Gamel和Mezool復活，卻遭其背叛而被擊破，僅留意識於一枚核心硬幣，事後附身於草田身上，作行動用途。
於第43話中被Ankh再次復活。
於第44話中奪回兩枚自己的核心硬幣。
於47話完全復活。實力力壓兩個Birth和恐龍系聯組OOO。
於48話和OOO展開戰鬥，但是完全復活後依然不敵使用「王之硬幣」的OOO，被擊敗後隨後被真木投入大量核心硬幣。
於48話暴走後變成巨大Greeed暴走態，最後被真木死去的黑洞吸進虛無死去。
完全體時，頭部為鍬形蟲造形加上黑角，有著螳螂和蝗蟲造形的手臂和雙腿為綠甲黑底，臂甲上留著兩條劍帶，腰帶加上外框和金色寶石。
巨大Greeed暴走態
Uva被真木投入大量核心硬幣後變成。
有著極強大的重量感，贗品Blank會不斷出現。周邊的物件會變成一大堆普通硬幣。
最後被真木死去的黑洞吸進虛無。
Kazari（カザリ）（橋本汰斗飾／香港配音:鄧港文）
貓系幹部。下半身不完全，代表色是黃色，能創造寄宿型的Yummy。
在復活時，身上持有七枚核心硬幣。
名字的含義是「偽裝」。
速度極快，手上的爪能伸長。能放出旋風進行攻擊。
擅於使用心理戰，但自己本身也猜忌多疑。
與Uva不和。
於第4話從OOO手上奪走Uva的核心硬幣，但同時被奪走三枚核心硬幣，導致除了頭部以外都不完全。
於第8話用Uva的核心硬幣交換回自己的核心硬幣，完成身體的一部分。
於第12話時和真木接觸。
於第15話被OOO奪走一枚核心硬幣但奪去Ankh和OOO其他六枚各式核心硬幣，同話襲擊Mezool得到其六枚核心硬幣。
於第16話在Mezool被OOO擊破後奪取Gamel和Mezool的核心硬幣。
在第19話取回自身8枚的核心硬幣。加上多個水系的核心硬幣時能令其黑色頭髮變長、背上也能長出金黃色的光翼。
在獲得並吸收其他屬性的核心硬幣後，便能製作出混合型Yummy及使用其他Greeed的力量。
於第30話和Ankh（Lost）與真木共同行動。
於第44話奪回三枚自己的核心硬幣後完全復活而背叛其他Greeed，在與OOO和Birth的戰鬥中，保有意識的一枚核心硬幣被OOO使用恐龍系組合的力量受損，失去利用價值的他最後被完全Greeed化的真木奪走八枚核心硬幣，並且保有意識的一枚核心硬幣隨後分解。
完全體時，頭部為獅子造形加上能變長的黑色頭髮，有著虎和豹造形的手臂和雙腿為黑甲銀底，臂甲和身體上留著石刺裝甲，腰帶加上外框和金色寶石。
Gamel（ガメル）（松本博之飾/台灣配音:李勇／香港配音:林筠翔）
重力系幹部。上半身不完全，代表色是銀色，幾乎以自己的慾望創造Yummy。本身能創造超成長型的Yummy，劇中未使用，在其核心硬幣被Kazari奪走後而被使用。
在首次復活時，身上持有七枚核心硬幣。
名字的含義是「竊取」。
能使用力量極強的身體和能伸長的鼻子攻擊。
力量雖強但心智年齡卻很幼小，完全忠於自身慾望。幾乎依賴Mezool照顧較多。
第11話幫Mezool在Ankh身上奪回兩枚核心硬幣（因為OOO的攻擊令Gamel撞上Ankh而使Mezuru的核心硬幣從Ankh手上彈出）。
於第12話被奪走三枚核心硬幣。導致除了頭部以外都不完全。
於第15話被Kazari說服而吸收Mezool的七枚核心硬幣。
於16話吸收自己的三枚核心硬幣而回復為完全形態，卻在其後被Mezool整個吸收。在Mezool被OOO擊破後，其本體和Mezool一起爆炸而核心硬幣卻被Kazari、Uva和Ankh奪取。
於第36話再次復活。
於45話完全復活，但由於第46話開頭有兩枚硬幣被真木破壞，所以最後被兩個Birth重擊之後死去。
完全體時，頭部為犀牛和象的造形，全身為黑、白和灰色的重型裝甲，右臂上有帶刺的手甲，左臂上有帶砲的手甲，背上有猩猩的背甲，腰帶加上外框和金色寶石。只要被Gamel（完全體）接觸過的人和物，隨後都會變成一大堆普通硬幣。
Mezool（メズール）（未來穗香飾/野上尤加奈聲演/香港配音:謝潔貞（怪人）、黃昕瑜（人型））
水棲系幹部，唯一女性的Greeed。上半身不完全，代表色是藍色，能創造繁殖型的Yummy。
在首次復活時，身上持有八枚核心硬幣。
名字的含義是「愛慾」。
可射出水柱和水炮。
為目前敵對Greeed中，頭腦最為冷靜清楚的人。其心思縝密程度連Ankh也戒慎。
於第9話被奪走四枚核心硬幣。導致除了頭和身體以外都不完全。
於第12話從Gamel手上取回2枚自己的核心硬幣，完成身體的一部分。
於第15話被Kazari襲擊而幾乎失去所有核心硬幣（五枚），而被強制變成人類型態。
於第16話把回復為完全形態的Gamel和自己的七枚核心硬幣吸收再回復為完全形態，其後被真木強行將5,000個Cell Medals與Uva的兩枚核心硬幣吸收入體內而變成巨大的貪婪形態並暴走，最後被OOO擊破。其本體和Gamel一起爆炸而核心硬幣卻被Kazari、Uva和Ankh奪取。
於第36話再次復活。
於第45話中完全復活，能夠變為水流，但被OOO擊破，身上三枚核心硬幣亦被斬碎，隨即死亡。
完全體時，頭部為殺人鯨造形，全身為電鰻造形的藍、黑和銀色衣甲，身上裝上有章魚腳的斗篷，雙腿也是章魚造形的，腰帶加上外框和金色寶石。
Mezool-巨大Greeed暴走態
由Mezool吸收自身八枚、重量系七枚、昆蟲系二枚核心硬幣和5000個Cell Medals而誕生的巨大怪物。
能在空中浮遊和移動、有強大的攻擊、柔軟和防禦力。
有著極強大的重量感、背上的硬殼可以擋住一切攻擊、身體下方有著大量觸手和有像電鰻、犀和象所組成的頭部。
因為Mezool只有八枚水棲系核心硬幣而不能完全控制它的理性，被重量系和昆蟲系的核心硬幣完全制御，以至其控制不能而暴走。
被鴻上評為失敗；但被真木評為成功。
最後被得到兩枚昆蟲系核心硬幣的OOO GATA・KIRI・BA COMBO以必殺技擊破。
Giru（ギル）
恐龍系幹部。
在劇場版Movie大戰Core中僅被提起名字。
於第44話，完全Greeed化的真木成為了Giru，將失去利用價值的Kazari的八枚核心硬幣奪走。
於第46話，火野映司被真木清人放入兩枚恐龍系硬幣，也導致完全Greeed化。
第48話被映司和Ankh完全擊敗，落入黑洞之中。
Shocker Greeed（石川英郎聲演）
劇場版Let's go kamen rider中登場的Greeed，由修卡核心硬幣變成。同時具有Greeed和Shocker怪人的特性。
外形為修卡鳥。能連續放出硬幣狀的能源彈。
實力強大，在1971年曾壓倒性打敗幪面超人一號、二號，力壓OOO和NEW電王。但在2011年再戰時最終敗北在幪面超人一號、二號的Rider Double Kick之下。而修卡核心硬幣被使用成TaMaShi Combo上。

### Yummy（下級怪人）
Yummy的讀音為，音同日文中的漢字「闇」的讀音，代表「黑暗」之意。
Greeed從人類身上創造的怪物，只須將普通幣植入人的頭部即可製造出來。而被植入者即為「宿主」，Greeed也可以自身為宿主，但最後只能獲得1枚普通代幣而已。
Yummy被製造的目的是為了藉由人類的慾望來增加普通代幣的獲得，一個完全成長的Yummy至少能增加上百枚普通代幣，Yummy最後會被Greeed還原成普通代幣。
剛製造出時為白色木乃伊不完全體（ブランク體）（Blank），沒有任何能力和思考，只會單純的強化慾望（由原本的所製造出來的而定，如第一話中的是奪取寶石），有時甚至連原本將他們製造出來的怪人的命令都不會聽從，這時它們體內只有投入時的那一枚CELL MEDAL。
當其慾望強化至一定程度時，就會蛻去原有的木乃伊外型，並擁有特殊的能力和智慧。體內的Cell Medals就會增加，成為具備自身特質的怪人。
不同系的幹部製造出來的Yummy也不一樣。
Yummy因為和宿主的慾望而有互相直接影響的特性，當宿主發生異狀時Yummy也會產生異變，例如第17-18話中因宿主的慾望為雙重衍生而導致Kabuto Yummy分裂出另一隻Yummy。

#### 各類型的Yummy
哺育型Yummy
鳥系Yummy，為了滿足其宿主的慾望，而會去從其他人身上奪取，就算宿主逃走也能找到，並且宿主的行動會受到限制。
使用過的Greeed- Ankh（Lost）、Ankh
蟲蛹型Yummy
昆蟲系Yummy，Greeed把普通幣植入宿主的頭部後，會以未成長型態便爬出宿主的身體，這時的Yummy會為了實行宿主的慾望而行動，當其慾望強化至一定程度時，就會蛻去原有的木乃伊外型，並擁有特殊的能力和智慧，以及人類語言。
使用過的Greeed- Uva
寄宿型Yummy
貓系Yummy，被Greeed製造出後會寄宿於宿主身上，會任由宿主的行動吸收慾望而成長。完全成長後連宿主都會遭到吞噬。就算離開宿主身體也能再次寄宿於宿主的身體繼續吸收慾望。其外型除了其原本的動物外，也會混合其宿主的外貌。
使用過的Greeed- Kazari
繁殖型Yummy
水系Yummy，被Greeed製造出後會以巢的型態生長於宿主附近，且難以察覺。只要巢未受到破壞就能不斷產生出同樣的Yummy。巢會隨著宿主的慾望消減而跟著消失。
使用過的Greeed- Mezool、Kazari
超成長型Yummy
Gamel本身能創造的Yummy。劇中並未用過，在其CORE MEDAL被Kazari奪走後而被使用。
重力動物系Yummy，具備最大的成長幅度為其特點，在完全成長後還能繼續成長為巨大型態，但同時有著失控暴走的風險為其缺點。擁有語言能力。
使用過的Greeed- Kazari
憑依型Yummy
恐龍系Yummy，於MOVIE大戰CORE初次登場。以非生物為宿主所製造出來的Yummy。與速成型Yummy一樣會直接變成完全成長的型態，被打倒後亦只會掉出1枚普通代幣。擁有語言能力。
使用過的Greeed- Giru（劇場版）、真木清人（TV版）
混合型Yummy
因為Kazari吸收了不同屬性的CORE MEDALS所以可製造兼具兩種以上特徵的Yummy，甚至是持有全新特性的Yummy，復活後的Mezuru以Gamel為宿主亦可製造兼具速成特性的Yummy。
使用過的Greeed- Kazari、Mezool
速成型Yummy
Greeed以自身為宿主所製造出來的Yummy，所以會直接變成完全成長的型態，也無法得到來自宿主（Greeed）的慾望而成長。被打倒後只會掉出1枚普通代幣。
使用過的Greeed- Gamel
Blank
即Yummy未成長前的狀態。
由Greeed從人類身上創造的怪物，只須將普通幣植入人的頭部即可製造出來。剛製造出時為白色木乃伊不完全體（ブランク體）（Blank），沒有任何能力和思考，只會單純的強化慾望，有時甚至連原本將他們製造出來的怪人的命令都不會聽從。
贗品Yummy
由Greeed用1枚普通代幣的碎片製成，不像別的Yummy一樣能夠成長，只會聽命將他們製造出來的Greeed。因為只要將普通代幣弄碎便能製成，所以能夠同時大量製造，1枚普通代幣如果裂為兩半便能製成兩隻贗品Yummy。和Blank與Yummy不同的地方是頭上有代表不完全體的黑色圓形，也有像不死身一般的耐久力，擊破也只會掉落1枚普通代幣碎片。由Uva製造。
贗品Yummy若不藉由植入人體製造，便無法獲得慾望的成長而增加普通代幣，但是第31話中Uva卻利用植入人體，達到1天1隻贗品Yummy1枚的普通代幣的成長，由此可知雖為Yummy最弱的一種，但仍有被製造的意義及用途所在。

#### 本作登場的Yummy
| 名字   | 翻譯            | Yummy類型 | 宿主     | 慾望                          | 簡介                                                                                            | 出場話數              | CV                                 |
| ------ | --------------- | --------- | -------- | ----------------------------- | ----------------------------------------------------------------------------------------------- | --------------------- | ---------------------------------- |
|        | 翼龍Yummy（雄） | 憑依型    | 不明     | 知識                          | 可在天上高速飛行 胸部可射出光彈                                                                 | MOVIE大戰Core         | 下山吉光                           |
|        | 翼龍Yummy（雌） | 憑依型    | 鞋子     | 舞蹈                          | 可在天上高速飛行 胸部可射出光彈                                                                 | MOVIE大戰Core         | 道添愛美                           |
|        | 鵺Yummy         |           |          |                               | 速度極快 頭頂可射出火球                                                                         | 將軍與21枚CORE MEDALS | 北澤力                             |
|        | 螳螂Yummy       | 蟲蛹型    |          | 珠寶                          | 擁有很快的速度 且雙手的手刀能分開為多把破壞力極強的飛刀                                         | 1                     | 前野智昭(日) 李錦綸(港)            |
|        | 象鼻蟲Yummy     | 蟲蛹型    | 警備員A  | 金錢                          | 身體巨大，僅能用4隻腳四處爬行 能輕易爬上高樓並將其吃掉                                          | 2                     |                                    |
|        | 貓Yummy         | 寄宿型    | 腹時門太 | 飲食                          | 體型略大 腹部的肌肉能彈開攻擊                                                                   | 3-4                   | 勇吹輝                             |
|        | 食人魚Yummy     | 繁殖型    | 山野遙   | 購物                          | 不僅數量極多 且能合體為本體的巨大型態 第14話尾再次登場 在宿主的慾望完成後被Mezuru還原成普通代幣 | 6                     |                                    |
|        | 野牛Yummy       | 速成型    | Gamel    | 擊中別人的頭                  | 可以操控重力 跳躍時引發的震動能夠使周圍的東西浮在空中 威力強到連汽車也能浮動                    | 7-8                   |                                    |
|        | 鯊魚Yummy       | 繁殖型    | 只野通   | 破壞                          | 數量極多 可以像潛入水裡一樣潛入地下 且速度極快，可發射高壓液狀爆彈                              | 9-10                  |                                    |
|        | 燕尾蝶Yummy     | 蟲蛹型    | 筑波敬介 | 成名                          | 可在天上飛行進行遠距離攻擊 像吸花蜜一樣吸取目標人物的才能並傳給宿主                             | 11-12                 | 細谷佳正                           |
|        | 暹羅貓Yummy     | 寄宿型    | 田村慧   | 表演其技術                    | 可用利爪撕裂敵人                                                                                | 13-14                 | 吉岡櫻                             |
|        | 陸龜Yummy       | 速成型    | Gamel    | 打倒OOO                       | 以鎖鐵球為武器 背上的硬殼可以擋住一切攻擊 腹部為弱點                                            | 15                    |                                    |
|        | 獨角仙Yummy     | 蟲蛹型    | 白鳥梨惠 | 由愛情衍生的變強              | 擁有堅硬的殼 擅於用頭上的角進行攻擊 唯一一個被TATOBA KICK消滅的YUMMY                            | 17                    | 三宅健太(日) 巫哲棋(港)            |
|        | 鍬形蟲Yummy     | 蟲蛹型    | 白鳥梨惠 | 由愛情衍生的破壞              | 擁有堅硬的殼 破壞力強                                                                           | 17-18                 | 檜山修之                           |
|        | 獅子水母Yummy   | 混合型    | 山金十一 | 復仇                          | 左手有爪子 嘴巴可噴出火球                                                                       | 19-20                 | 土平友厚                           |
|        | 蝗蟲Yummy       | 蟲蛹型    | 神林進   | 消滅壞人                      | 跳躍力極強 且可發出電擊                                                                         | 21-22                 | 遠籐大輔(日) 蔡德鈞(港)            |
|        | 魟魚Yummy       | 繁殖型    | 佐倉優美 | 美貌                          | 擅長群體攻擊                                                                                    | 23-24                 |                                    |
|        | 魟魚犀牛Yummy   | 混合型    | 佐倉優美 | 美貌                          | 全身被硬質皮膚包裹                                                                              | 23-24                 | 鳥海浩輔(日) 蔡德鈞(港)            |
|        | 日本蝠魟Yummy   | 超成長型  | 佐倉優美 | 美貌                          | 身體巨大，身上有大量人手 可發射炸彈                                                             | 24                    |                                    |
| （青） | 鸚鵡Yummy（青） | 哺育型    | 岡村一樹 | 再度站上擂台                  | 藉由羽毛吸收他人力量以治癒宿主 嘴巴可噴出火球                                                   | 25-26                 | 坪井智浩                           |
| （赤） | 鸚鵡Yummy（赤） | 哺育型    | 不明     | 不明                          | 與之前登場的為不同個體                                                                          | 27                    | 坪井智浩                           |
|        | 烏賊獵豹Yummy   | 混合型    | 千堂院   | 消滅假面騎士 讓戰鬥員再次興盛 | 速度極快 右手可化為長槍，並繁殖出假面騎士系列歷作怪人 弱點是碰上烤烏賊                          | 27-28                 | 銀河萬丈(日) 梁偉德(港)            |
|        | 虎鯨熊貓Yummy   | 混合型    | 真木清人 | 慈愛和母性                    | 力量極大，左手可射出魚鰭                                                                        | 29-30                 |                                    |
|        | 黑鳳蝶Yummy     | 蟲蛹型    | 坂田浩介 | 還債及報恩                    | 可在天上飛行並以鱗粉攻擊                                                                        | 31                    | 羽飼真理(日) 李震權(港)            |
|        | 翼龍Yummy       | 憑依型    | 燭台     | 虛無                          | 口中可噴出黑霧將敵人消滅                                                                        | 32                    | 神奈延年(日) 鶴弘美(日) 林芷筠(港) |
|        | 貓頭鷹Yummy     | 哺育型    | 北村雄一 | 和火野映司作朋友              | 雙手可射出膠布纏住敵人，且動作很快                                                              | 33-34                 |                                    |
|        | 獨角獸Yummy     | 憑依型    | 獎座     | 虛無                          | 可將人類的夢想具現化並破壞，且力量極大                                                          | 35-36                 | 松本大                             |
|        | 海膽犰狳Yummy   | 混合型    | Gamel    | 睡眠                          | 全身被硬質皮膚包裹 左肩可射出針刺                                                               | 37                    | 伊丸篤(日) 蔡德鈞(港)              |
|        | 軍雞Yummy       | 哺育型    | 下田智子 | 支配他人                      | 背上可射出緞帶 頭頂可噴出火球，且擅長近戰                                                       | 39-40                 | 高階俊嗣                           |
|        | 甲龍Yummy       | 憑依型    | 冰塊     | 虛無                          | 右手可射出針刺 全身可釋放冷氣，且力量極大                                                       | 41-42                 | 桐井大介(日) 黃啟昌(港)            |
|        | 禿鷲Yummy       | 哺育型    | 草田     | 嫉妒                          | 擁有銳利的爪 可製造爆風                                                                         | 43                    | 勇吹輝(日) 陳卓智(港)              |

## 播放列表
以下時間以當地時間（日本時間）為準
「と」字部份將以 ‧ 作為隔開辨識。
| 日本首播                               | 台灣首播香港首播             | 話數              | 中文標題                        | 原文標題 | 登場敵方怪人 | 關東收視率 | 編劇     | 監督     |
| -------------------------------------- | ---------------------------- | ----------------- | ------------------------------- | -------- | ------------ | ---------- | -------- | -------- |
| Greeed復活‧OOO誕生‧硬幣爭奪篇          |                              |                   |                                 |          |              |            |          |          |
| 2010年9月5日                           | 2013年6月16日2013年7月13日   | 第1集             | 硬幣‧內褲‧謎之手臂              |          |              | 10.0%      | 小林靖子 | 田崎龍太 |
| 2010年9月12日                          | 2013年6月16日2013年7月20日   | 第2集             | 欲望‧冰棒‧禮物                  |          |              | 8.6%       | 小林靖子 | 田崎龍太 |
| 2010年9月19日                          | 2013年6月23日2013年7月27日   | 第3集             | 貓‧進化‧貪吃鬼                  |          |              | 7.6%       | 小林靖子 | 柴崎貴行 |
| 2010年9月26日                          | 2013年6月30日2013年8月3日    | 第4集             | 疑心‧拍照‧援手                  |          |              | 7.6%       | 小林靖子 | 柴崎貴行 |
| 2010年10月3日                          | 2013年7月7日2013年8月10日    | 第5集             | 追逐賽跑‧巢穴‧富家千金          |          | -            | 7.9%       | 小林靖子 | 金田治   |
| 2010年10月10日                         | 2013年7月14日2013年8月17日   | 第6集             | 衣服‧契約‧最強聯組              |          |              | 9.0%       | 小林靖子 | 金田治   |
| 2010年10月17日                         | 2013年7月21日2013年8月24日   | 第7集             | 不良老公‧陷阱‧中大獎            |          |              | 7.3%       | 小林靖子 | 諸田敏   |
| 2010年10月24日                         | 2013年7月28日2013年8月31日   | 第8集             | 偷懶‧無欲‧休息中                |          | 7.7%         |            | 小林靖子 | 諸田敏   |
| 2010年10月31日                         | 2013年8月4日2013年9月7日     | 第9集             | 全身濕透‧過去‧灼熱聯組          |          |              | 7.8%       | 小林靖子 | 柴崎貴行 |
| 2010年11月14日                         | 2013年8月11日2013年9月14日   | 第10集            | 拳頭‧實驗‧超級機車              |          | 7.0%         |            | 小林靖子 | 柴崎貴行 |
| 2010年11月21日                         | 2013年8月18日2013年9月21日   | 第11集            | 旅人‧鳳蝶‧有名人                |          |              | 8.3%       | 米村正二 | 金田治   |
| 2010年11月28日                         | 2013年8月25日2013年9月28日   | 第12集            | 鰻魚‧世界‧重力聯組              |          | 8.1%         |            | 米村正二 | 金田治   |
| 2010年12月5日                          | 2013年9月1日2013年10月5日    | 第13集            | 暹羅貓‧壓力‧天才外科醫師        |          |              | 6.9%       | 小林靖子 | 石田秀範 |
| 2010年12月12日                         | 2013年9月8日2013年10月12日   | 第14集            | 自尊心‧手術‧秘密                |          | 7.6%         |            | 小林靖子 | 石田秀範 |
| 2010年12月19日                         | 2013年9月15日2013年10月19日  | 第15集            | 爭奪硬幣‧運輸車‧容器            |          |              | 7.1%       | 小林靖子 | 諸田敏   |
| 2010年12月26日                         | 2013年9月22日2013年10月26日  | 第16集            | 終結‧貪婪怪人‧新騎士            |          |              | 6.4%       | 小林靖子 | 諸田敏   |
| 一億之男人‧另一個Ankh‧紫色硬幣篇       |                              |                   |                                 |          |              |            |          |          |
| 2011年1月9日                           | 2013年9月29日2013年11月2日   | 第17集            | 劍道少女‧關東煮‧分裂貪婪獸      |          |              | 6.7%       | 小林靖子 | 柴崎貴行 |
| 2011年1月16日                          | 2013年10月6日2013年11月9日   | 第18集            | 破壞‧理由‧鰻魚鞭                |          | 7.4%         |            | 小林靖子 | 柴崎貴行 |
| 2011年1月23日                          | 2013年10月13日2013年11月16日 | 第19集            | 紅色硬幣‧刑警‧背叛              |          | 7.4%         |            | 小林靖子 | 石田秀範 |
| 2011年1月30日                          | 2013年10月20日2013年11月23日 | 第20集            | 誘餌‧資格‧炎之聯組              |          | 6.4%         |            | 小林靖子 | 石田秀範 |
| 2011年2月6日                           | 2013年10月27日2013年11月30日 | 第21集            | 蝗蟲‧親子‧正義的夥伴            |          |              | 7.2%       | 毛利亙宏 | 田崎龍太 |
| 2011年2月13日                          | 2013年11月3日2013年12月7日   | 第22集            | 巧克力‧信念‧正義的力量          |          | 7.4%         |            | 毛利亙宏 | 田崎龍太 |
| 2011年2月20日                          | 2013年11月10日2013年12月14日 | 第23集            | 美麗‧卵‧沉睡的欲望              |          |              | 5.8%       | 小林靖子 | 諸田敏   |
| 2011年2月27日                          | 2013年11月17日2013年12月21日 | 第24集            | 回憶‧戀愛‧海之聯組              |          | 6.9%         |            | 小林靖子 | 諸田敏   |
| 2011年3月6日                           | 2013年11月24日2013年12月28日 | 第25集            | 拳擊手‧左手‧鳥系貪婪獸          |          | （青）       | 6.7%       | 小林靖子 | 柴崎貴行 |
| 2011年3月20日                          | 2013年12月1日2014年1月4日    | 第26集            | 安酷‧擂台‧全副武裝              |          | （青）       | 7.6%       | 小林靖子 | 柴崎貴行 |
| 2011年3月27日                          | 2013年12月8日2014年1月11日   | 第27集            | 1000‧電影‧戰鬥員                |          | （赤）       | 6.5%       | 米村正二 | 石田秀範 |
| 2011年4月3日                           | 2013年12月15日2014年1月18日  | 第28集            | 1000‧假面騎士‧生日              |          | （赤）       | 6.5%       | 米村正二 | 石田秀範 |
| 2011年4月10日                          | 2013年12月22日2014年1月25日  | 第29集            | 姊姊‧博士‧安酷的真相            |          |              | 5.8%       | 小林靖子 | 田崎龍太 |
| 2011年4月17日                          | 2013年12月29日2014年2月8日   | 第30集            | 王‧貓熊‧火焰的記憶              |          |              | 5.8%       | 小林靖子 | 田崎龍太 |
| 2011年4月24日                          | 2014年1月5日2014年2月15日    | 第31集            | 報恩‧企圖‧紫色的硬幣            |          |              | 6.6%       | 小林靖子 | 諸田敏   |
| 2011年5月1日                           | 2014年1月12日2014年2月22日   | 第32集            | 新的貪婪怪人‧空白‧無敵的聯組    |          |              | 6.7%       | 小林靖子 | 諸田敏   |
| 2011年5月8日                           | 2014年1月19日2014年3月1日    | 第33集            | 友情‧暴走‧被留下的腰帶          |          |              | 6.5%       | 毛利亙宏 | 石田秀範 |
| 2011年5月15日                          | 2014年1月26日2014年3月8日    | 第34集            | 摯友‧利用‧這樣的關係            |          | 6.8%         |            | 毛利亙宏 | 石田秀範 |
| 2011年5月22日                          | 2014年2月2日2014年3月15日    | 第35集            | 夢想‧哥哥‧Birth的秘密           |          |              | 7.3%       | 毛利亙宏 | 田崎龍太 |
| 2011年5月29日                          | 2014年2月9日2014年3月22日    | 第36集            | 被破壞的夢想‧身體‧貪婪怪人復活  |          | 6.5%         |            | 毛利亙宏 | 田崎龍太 |
| 2011年6月5日                           | 2014年2月16日2014年3月29日   | 第37集            | 睡眠‧一億‧Birth跳槽             |          |              | 6.3%       | 小林靖子 | 諸田敏   |
| 2011年6月12日                          | 2014年2月23日2014年4月12日   | 第38集            | 苦衷‧告別‧含淚的Birth           |          | -            | 6.3%       | 小林靖子 | 諸田敏   |
| 與朋友的羈絆‧世界的終末‧對明天的渴望篇 |                              |                   |                                 |          |              |            |          |          |
| 2011年6月26日                          | 2014年3月2日2014年4月19日    | 第39集            | 惡夢‧監視錄影機‧安酷的反擊      |          |              | 6.3%       | 小林靖子 | 石田秀範 |
| 2011年7月3日                           | 2014年3月9日2014年4月26日    | 第40集            | 支配‧生日宴會‧安酷消失          |          |              | 6.3%       | 小林靖子 | 石田秀範 |
| 2011年7月10日                          | 2014年3月16日2014年5月3日    | 第41集            | 兄妹‧救援‧映司離去              |          |              | 7.1％      | 小林靖子 | 舞原賢三 |
| 2011年7月17日                          | 2014年3月23日2014年5月10日   | 第42集            | 冰‧貪婪怪人化‧破碎的翅膀        |          | 6.8%         |            | 小林靖子 | 舞原賢三 |
| 2011年7月24日                          | 2014年3月30日2014年5月17日   | 第43集            | 禿鷹‧對立‧安酷回歸              |          |              | 4.5%       | 小林靖子 | 柴崎貴行 |
| 2011年7月31日                          | 2014年4月6日2014年5月24日    | 第44集            | 全員集合‧完全復活‧你的欲望      |          |              | 7.2％      | 小林靖子 | 柴崎貴行 |
| 2011年8月7日                           | 2014年4月13日2014年5月31日   | 第45集            | 奇襲‧試作型Birth‧愛的欲望       |          |              | 5.6％      | 小林靖子 | 諸田敏   |
| 2011年8月14日                          | 2014年4月20日2014年6月7日    | 第46集            | 映司貪婪怪人‧W Birth‧安酷的欲望 |          |              | 6.8%       | 小林靖子 | 諸田敏   |
| 2011年8月21日                          | 2014年4月27日2014年6月14日   | 第47集            | 紅色裂痕‧滿足‧映司容器          |          |              | 5.2%       | 小林靖子 | 田崎龍太 |
| 2011年8月28日                          | 2014年5月4日2014年6月21日    | 第48集 （最終章） | 明天的硬幣‧內褲‧緊握的手        |          | 5.9%         |            | 小林靖子 | 田崎龍太 |

## 音樂

### 主題曲
- 『Anything Goes！』[23][24]有關OOO使用的變身模組不時會重製。

作詞 - 藤林聖子 / 作曲 - Tatsuo / 編曲 - Tatsuo、中川幸太郎 /  歌 - 大黑摩季
- （台灣版）[25]有關OOO使用的變身模組不時會重製。

作詞 - 香蕉哥哥 / 作曲 - Tatsuo / 編曲 - 西瓜哥哥 / 歌 - 周定緯
- （香港版）[26]有關OOO使用的變身模組不時會重製。

作詞 - 鄭櫻綸 / 作曲 - Tatsuo / 編曲 - 葉肇中 / 歌 - 馮允謙

### 插曲
- 『Regret nothing ~Tighten Up~』（第5話、第7話、第13話）

作詞 - 藤林聖子 / 作曲・編曲 - 鳴瀨シュウヘイ / 歌 - 火野映司（渡部秀）
- 『Got to keep it real』（第6話、第16話）

作詞 - 藤林聖子 / 作曲・編曲 - 鳴瀨シュウヘイ / 歌 - 火野映司（渡部秀）
- 『Ride on Right time』（第9話、第10話、第15話、第40話、第42話、第45話）

作詞 - 藤林聖子 / 作曲・編曲 - 鳴瀨シュウヘイ / 歌 - 火野映司（渡部秀）
- 『Sun goes up』（第12話）

作詞 - 藤林聖子 / 作曲・編曲 - 鳴瀨シュウヘイ / 歌 - 火野映司（渡部秀）
- 『Time judged all』（第20話、第22話、第23話、第25話、第28話、最終話）

作詞 - 藤林聖子 / 作曲・編曲 - 鳴瀨シュウヘイ / 歌  - 火野映司（渡部秀）×Ankh（三浦涼介）
- 『レッツゴー!! ライダーキック』（第27話）

作詞 - 石之森章太郎 / 作曲・編曲 - 菊池俊輔 / 歌 - 藤浩一、メール・ハーモニー
- 『WIND WAVE』（第35話）

作詞 - つよし / 作曲 - あやの / 編曲・歌 - つよしとあやの
- 『POWER to TEARER』（第36話、第44集）

作詞 - 藤林聖子 / 作曲・編曲 - 鳴瀨シュウヘイ / 歌  - 火野映司（渡部秀）×串田晃
- 『Reverse / Re：birth』（第38話、第46集、第47集）

作詞 - 藤林聖子 / 作曲・編曲 - Tatsuo（Everset） / 歌 - 伊達明（岩永洋昭）×後藤慎太郎（君嶋麻耶）
- 『Shout Out』（<假面騎士×假面騎士 Fourze & OOO Movie大戰 Mega Max>）

作詞 - 藤林聖子 / 作曲・編曲 - 鳴瀨シュウヘイ / 歌 - 火野映司（渡部秀）
- 『Anything Goes! "BALLAD"』（最終話）

作詞 - 藤林聖子 / 作曲 - Tatsuo / 編曲 - 中川幸太郎、五十嵐“IGAO”淳一 / 歌 - 大黑摩季
- 『Anything Goes! OOO Special Edit.』

作詞 - 藤林聖子 / 作曲 - Tatsuo / 編曲 - Tatsuo、中川幸太郎 / 歌 - 大黑摩季、火野映司（C.V.渡部秀）

## 其他相關媒體

### 劇場版
- 《假面騎士W Forever A至Z/命運的Gaia Memory》（2010年8月7日上映）
- 《假面騎士×假面騎士 OOO & W feat. Skull MOVIE大戰Core》（2010年12月18日上映）
- 《OOO·电王·All Riders Let's Go Kamen Riders》（2011年4月1日上映）
- 《劇場版 假面騎士OOO WONDERFUL 將軍與21枚核心硬幣》（2011年8月6日上映）
- 《假面騎士×假面騎士 Fourze & OOO MOVIE大戰MEGA MAX》（2011年12月10日上映）
- 《假面騎士×超級戰隊 超級英雄大戰》（2012年4月21日上映）
- 《假面騎士×假面騎士 Wizard & Fourze MOVIE大戰Ultimatum》（2012年12月8日上映）
- 《假面騎士平成Generations FINAL Build & EX-AID with 傳說騎士》（2017年12月9日上映）
- 《假面騎士聖刃 + 機界戰隊全界者 超級英雄戰記》(2021年7月22日上映)

### 超戰鬥DVD
- 《假面騎士 OOO Hyper Battle DVD 猜謎 跳舞 Takagaruba》



#### OV作品
- 《假面騎士ZI-O NEXT TIME》

- 《假面騎士ZI-O NEXT TIME Geiz Majesty》

（原題：仮面ライダージオウ NEXT TIME ゲイツ、マジェスティ）
本作為《假面騎士ZI-O》的騎士外傳作品，假面騎士Birth/伊達明於本作登場。
- 《OOO 10th》

- 《假面騎士OOO 10th 復活的核心硬幣》


本作為《假面騎士OOO》的十周年紀念作品，同時也是本作的完結篇。
2022年3月12日期間限定劇場上映，同年8月24日Blu-ray及DVD發行。
- 《假面騎士BIRTH BIRTH X 誕生秘史》

（原題：《仮面ライダーバース バースX 誕生秘話》）
- 《復活的核心硬幣・序章》



- 《BIRTH X誕生・序章》



### 劇集
- 《假面騎士ZI-O》

EP9-EP10 火野映司、泉比奈登場。

## 超級英雄時間關連項目
- 2010秋《天裝戰隊護星者》（第29-50集）
- 2011春《海賊戰隊豪快者》（第1-27集）

## 海外播映
| 台灣 東森幼幼台 星期日17:30-18:00 | 台灣 東森幼幼台 星期日17:30-18:00 | 台灣 東森幼幼台 星期日17:30-18:00 |
| --------------------------------- | --------------------------------- | --------------------------------- |
|                                   | （2013年6月16日﹣2014年5月4日）   |                                   |
| （2012年7月1日﹣2013年6月9日）    | （2014年9月7日-2015年8月2日)      |                                   |

| 香港 無綫電視翡翠台 星期六11:15-11:50 2014年2月1日、4月5日停播 | 香港 無綫電視翡翠台 星期六11:15-11:50 2014年2月1日、4月5日停播 | 香港 無綫電視翡翠台 星期六11:15-11:50 2014年2月1日、4月5日停播 |
| -------------------------------------------------------------- | -------------------------------------------------------------- | -------------------------------------------------------------- |
|                                                                | （2013年7月13日﹣2014年6月21日）                               |                                                                |
| （2012年7月21日﹣2013年7月6日）                                | （2014年6月28日﹣2015年5月30日）                               |                                                                |

## 外部連結
- OOO 朝日電視台官网 （页面存档备份，存于）
- OOO 東映官网 （页面存档备份，存于）